# Hoplias intermedius
Hoplias intermedius es una especie integrante de la familia de los eritrínidos y del género de peces de agua dulce Hoplias, cuyos integrantes son denominados comúnmente en idioma español con el nombre de tarariras y localmente en portugués como trairão. Este pez habita en arroyos y ríos subtropicales y tropicales en el nordeste de América del Sur. 

## Taxonomía
Hoplias intermedius fue descrita originalmente en el año 1864 por el zoólogo británico —nacido en Alemania— Albert Karl Ludwig Gotthilf Günther con el nombre científico de Macrodon intermedius.
Localidad tipo
La localidad tipo referida es: “río Cipó, cuenca del río São Francisco, estado de Minas Gerais, Brasil”.
Serie típica
Dos ejemplares fueron empleados en la descripción, sin la asignación de alguno de ellos como el holotipo, por lo tanto, ambos son calificados como sintipos. Fueron catalogados como: BMNH 1861.5.16.6-7, siendo depositados en el Museo Británico y luego transferidos a la colección ictiológica del Museo de Historia Natural (BMNH), de Londres.
El lectotipo —designado en 2009— es el catalogado como: 1861.5.16.6; se trata de un espécimen adulto, conservado seco y montado, el cual midió 533,4 mm de longitud estándar. Fue colectado por Ch. Cumberland, sin fecha conocida de captura, en el río Cipó, cuenca del río São Francisco, estado de Minas Gerais, Brasil.
El otro fue designado como paralectotipo —también en 2009—, es el catalogado como: BMNH 1861.5.16.7; se trata de un espécimen conservado en piel, el cual midió 279,4 mm de longitud estándar y cuenta con los mismos datos de colecta que el lectotipo.
Etimología
Etimológicamente, el término genérico Hoplias deriva del idioma griego donde hoplon es 'arma', en relación con sus poderosa dentición. Su apelativo específico intermedius procede del latín, y significa 'intermedio', en relación con que sus características son intermedias a las de otras especies del género. 
Relaciones filogenéticas e historia taxonómica
Hoplias intermedius pertenece al “grupo de especies Hoplias lacerdae”.
Fue rehabilitada como especie válida por Osvaldo Takeshi Oyakawa y George Mendes Taliaferro Mattox, en 2009. Hasta ese momento había sido considerada o un sinónimo más moderno de Hoplias lacerdae, o de H. microcephalus —al ser este último nombre el más antiguo, sobre la base de la descripción como Erythrinus microcephalus realizada por el naturalista suizo Jean-Louis-Rodolphe Agassiz en el año 1829—, o en cambio este y H. intermedius fueron incluidos como sinónimos más modernos de H. malabaricus.
Erythrinus microcephalus fue descrita con ejemplares del río São Francisco, mientras que Macrodon intermedius se hizo mediante especímenes del río Cipó, curso fluvial que es un afluente de la cuenca superior de aquel. Esto podría determinar que refieran a la misma especie, pudiendo quedar, de ser así, Erythrinus microcephalus como el sinónimo más antiguo o portanombre correspondiente a este pez. Sin embargo, el holotipo de E. microcephalus se destruyó durante un bombardeo en la Segunda Guerra Mundial y en la descripción de su publicación original no queda claro siquiera si se trata de un taxón integrante del “grupo de especies Hoplias malabaricus” o uno del “grupo de especies Hoplias lacerdae”. Como la población estudiada por Oyakawa y Mattox se incluye claramente en este último grupo y se corresponde adecuadamente con los sintipos aún conservados en Londres de Macrodon intermedius, ambos investigadores concluyeron que el taxón descrito con este nombre debía corresponderle al estudiado.

## Características
Hoplias intermedius puede distinguirse de H. brasiliensis y H. curupira por tener de 42 a 46 escamas en la línea lateral (contra 38 a 43 en la primera y 34 a 39 en la segunda). En el canal sensorial lateral a lo largo de la superficie ventral del dentario presenta de 4 a 6 poros, mientras que H. lacerdae posee de 6 a 8 y H. australis cuenta con 5. De esta última también se separa por la forma del perfil anterior de la cabeza, al ser redondeada, mientras que en H. intermedius es angular.
Respecto a su cariotipo, se ha informado que su número diploide es 2n = 50.

## Distribución y hábitat
Hoplias intermedius es un endemismo de cursos fluviales subtropicales y tropicales del este de Brasil. Habita, de manera disyunta, en tres cuencas hidrográficas: la del río Paraná superior (incluyendo las subcuencas de los ríos Grande, Paranaíba y Piquirí), en la del río Doce (en el estado de Minas Gerais) y en la del río São Francisco. Los dos últimos desaguan directamente en el océano Atlántico. El río Paraná, en cambio, es parte de la cuenca del Plata, cuyas aguas se vuelcan en el océano Atlántico Sudoccidental por intermedio del Río de la Plata.
Los ejemplares adultos prefieren habitar los canales principales de ríos y lagunas marginales en la llanura aluvial, siendo este último ambiente el que prefieren los juveniles. En embalses es una especie común. Posee importancia económica. Presenta hábitos tróficos decididamente piscívoros lo que la torna vulnerable a la bioacumulación de mercurio.